# Billy Vunipola
Billy Vunipola (* 3. November 1992 in Sydney, Australien) ist ein englischer Rugby-Union-Spieler. Er spielt als Flügelstürmer für die englische Nationalmannschaft und die Saracens.

## Kindheit und Ausbildung
Vunipola wurde in Sydney als Sohn von Fe’ao Vunipola geboren, der tongaische Nationalspieler war. Er wuchs in Wales und England mit seinem Bruder Mako Vunipola auf, mit dem er später zusammen bei den Saracens und der Nationalmannschaft spielte. In England besuchte Billy die Harrow School und wurde von den Wasps entdeckt und in deren Akademie aufgenommen.

## Karriere

### Verein
Vunipola spielte erstmals mit 18 Jahren in der English Premiership für die Wasps. Nach zwei Spielzeiten wechselte er zu den Saracens, für die er seit dem aktiv ist. Er hat mit den Sarries vier Meistertitel (2015, 2016, 2018 und 2019) und drei Mal den European Rugby Champions Cup (2016, 2017, 2019) gewonnen.

### Nationalmannschaft
Vunipola gab sein Nationalmannschaftsdebüt im Juni 2013 gegen Argentinien und legte in diesem Spiel auch seinen ersten Versuch für England. Bei den Six Nations 2016 gewann er mit der englischen Auswahl den Grand Slam. 2017 wurde er für die British and Irish Lions nominiert, musste aufgrund einer Verletzung aber vorzeitig abreisen und kam so gegen Neuseeland nicht zum Einsatz. 2019 wurde er für den englischen WM-Kader nominiert.